# Benvinguts a Zombieland
Benvinguts a Zombieland (títol original: Zombieland) és una comèdia post-apocalíptica de zombis de 2009 escrita per Paul Wernicke i Rhett Reese, i dirigida per Ruben Fleischer. Va ser distribuïda per Columbia Pictures i es va estrenar el 9 d'octubre als EUA i el 25 de desembre a Espanya.
Al llarg de la pel·lícula els protagonistes hauran de triar que és pitjor: si confiar els uns en els altres o sucumbir davant els zombis i el seu insaciable apetit per la carn humana. L'octubre de 2019 s'estrenaria una seqüela directa dita Zombieland: Double Tap.

## Repartiment
- Jesse Eisenberg com a Columbus Ohio
- Woody Harrelson com a Tallahassse
- Emma Stone com a Wichita
- Abigail Breslin com a Little Rock
- Amber Heard com a 406
- Bill Murray com ell mateix